# Jean d'Orleáns
Jean d'Orleáns, uváděný též jako Mistr Paramentu z Narbonne (1361 – ?) byl francouzský malíř a knižní iluminátor.

## Život a dílo
Jean d'Orleáns byl téměř jistě synem Girarda d´Orleáns (1344–1361), královského malíře a komorníka Jeana II., u kterého získal malířské školení. Byl pravděpodobně vnukem Evrarda d´Orleáns (1292–1357), královského sochaře Philippa II., který navrhl sochy králů v le Palais de la Cité.
Byl "pictor regis" (královský malíř) Charlese V. a po jeho smrti též Charlese VI. Na dvoře francouzských králů Jeana II., Charlese V. a Charlese VI. kromě toho vykonával funkci "l'huissier de salle" (ceremoniář?) a "peintre et valet de chambre du roy" (královský malíř a komorník) až do roku 1420. Charles V. mu roku 1367 daroval dům zvaný "U labutě"". Kromě toho pobíral vysoký plat přes 200 liber ročně. Jeho syn François byl také zaměstnán jako malíř a "valet de chambre du Roi" a pobíral mzdu 6 sous za den. Roku 1391 Jean d'Orleáns sepsal stanovy malířského cechu v Paříži a stal se jeho představeným.
Prvními zaznamenanými díly Jeana d'Orleáns byla výzdoba královského paláce z roku 1364, výzdoba korunovačních trůnů (1365) a výzdoba audienčního sálu v Louvru (1367). Roku 1369 u něj objednal Jean Duc de Berry deskové obrazy, na které vyplatil zálohu 100 franků. Pracoval také pro burgundského vévodu Filipa II. Smělého (dekorace kolébky jeho prvorozeného syna, 1371, ocenění obrazů v Dijonu, 1372, dvě scény na desce zdobené zlatníkem Jeanem du Vivier, 1377). Roku 1372 ocenil obrazy z pozůstalosti královny Jeanne d'Évreux (zemřela 1371). Roku 1378 pracoval na výzdobě hradu Saint-Germain-en-Laye. Kolem roku 1383 polychromoval sochu Jana Křtitele, kterou Charles V. objednal pro svou pohřební kapli v opatství Saint-Denis od sochaře Jeana de Liege. Na objednávku Charlese VI. polychromoval sochy apoštolů pro královskou rezidenci Saint Pol.
Vynikal schopností realistické malby, jak je patrné z ocenění, které obdržel roku 1385 za malbu devíti pavích per na přilby krále a dvořanů. Realistické podání lidské fyziognomie je charakteristické zejména pro jeho největší zachované dílo - Parament z Narbonne. Portréty krále Charlese V. a královny Jeanne Bourbonské na Paramentu jsou považovány za mistrovské příklady realismu 14. století.  Architektonické prvky odpovídají Île-de-France a elegance figur připomíná Breviář Jeanne de Belleville Jeana Pucelle (Bibliothèque nationale de France, Paris). Ikonografie vychází z italských předloh a realismus tváří prozrazuje severské vlivy, ale kompozice scén, styl kresby a technika malby jsou francouzské.
Jean d'Orleáns jako první vytvořil několik iluminaci s tématem Bolestný Kristus, které lze považovat za jakousi značku jeho dílny. Ikonografie Bolestného Krista se stala populární koncem 14. století v malbě dalších umělců (Jean Malouel, 1400) a jako výzdoba relikviářů. Roku 1380 vytvořil pro vévodu Burgundského diptych kruhových obrazů spojených pantem, který připomínal zrcátka s víčkem, užívaná v té době u dvora. Podle archivů měl jeden z kruhových diptychů protějškové obrazy Bolestného Krista u hrobu, podpíraného andělem a P. Marie s Janem Evangelistou. Roku 1383 namaloval deskové obrazy, které jako dar Filipu Smělému u něj objednal Jean Duc de Berry. Ve stejném roce pro Filipa Smělého zhotovil diptych s Bolestným Kristem, P. Marií, sv. Kryštofem a Beránkem božím.
Roku 1385 namaloval deskové obrazy a zbroj pro krále Charlese VI. určenou pro rytířský turnaj v Cambrai. Roku 1390 dodal dva obrazy Madony pro krále a jeho bratra Louise, kvadriptych s Madonou, sv. Kateřinou, Janem Křtitelem a sv. Jiřím s montáží ze zlaceného stříbra, malované relikviáře a emblém k uvítání královny. 1392 namaloval Zvěstování pro komnatu následníka trůnu a restauroval nástěnné malby ve Vincennes, včetně sv. Kryštofa v královských komnatách.
O těchto dílech se dochovaly záznamy, ale díla samotná nepřetrvala. Jean d'Orleáns byl iluminátorem Très belles heures de Notre-Dame. Malíř stejného jména byl roku 1408 ve službách vévody Jeana de Berry (dar schránky na vonné látky zdobené malbou) a roku 1416 byl autorem výzdoby katedrály v Bourges při vévodově pohřbu.

### Známá díla
- 1364 jelen jako symbol královy spravedlnosti, královský palác v Paříži
- 1365 výzdoba korunovačních trůnů
- 1367 audienční sál, Louvre
- 1380 diptych kruhových obrazů spojených pantem
- 1375–1380 Parament z Narbonne[8]
- vitráž Madona s dítětem v Evreux[9][10]
- 1390 Bolestný Kristus, Très Belles Heures de Jean de Berry
- Très belles heures de Notre-Dame – iniciály a výzdoba okrajů a spodní strany stránek, většina miniatur s P. Marií, (spolupracoval Jean Petit, alias Pseudo-Jacquemart, pokračovali bratři z Limburku, dílna Jana van Eycka)
- Turijn-Milaan-Getijdenboek (některé z prvních iluminací v knize)

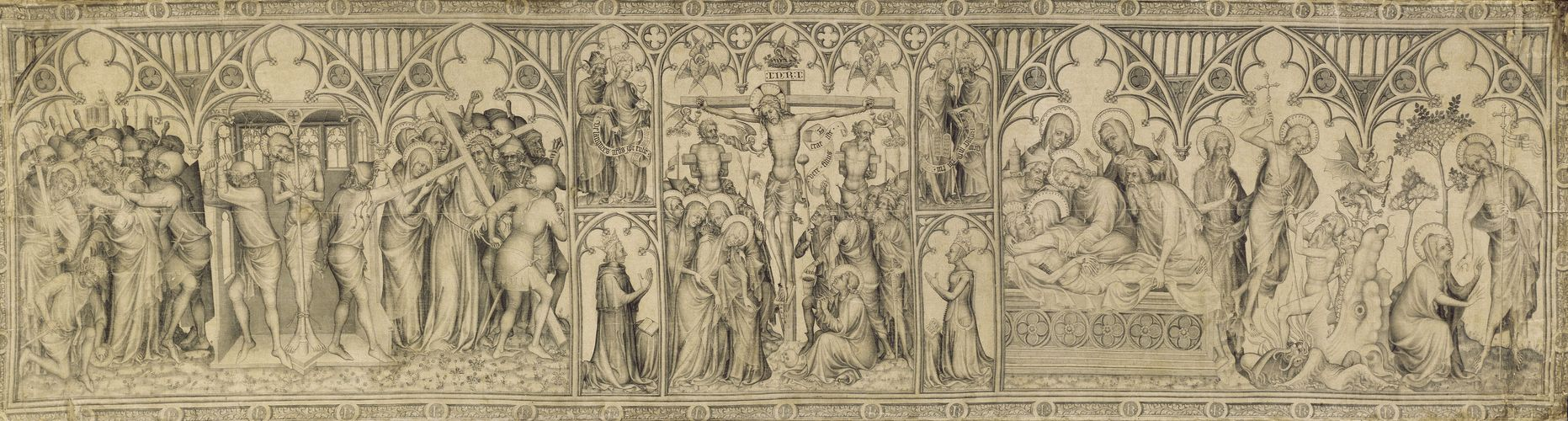
Parement de Narbonne

- Heures de René d'Anjou

### Iluminace

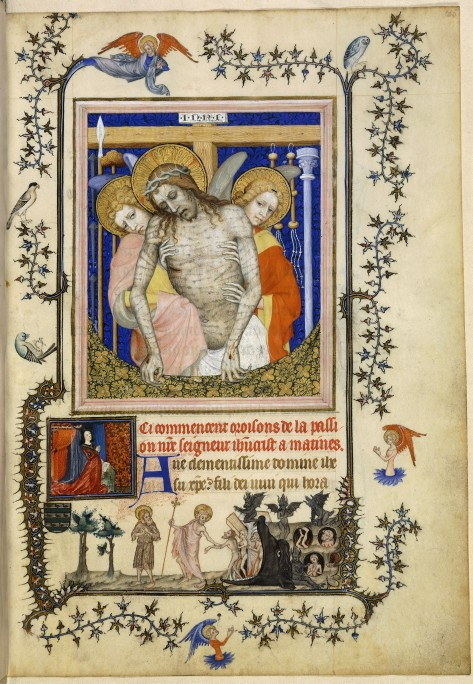
Très Belles Heures de Notre-Dame, Bolestný Kristus
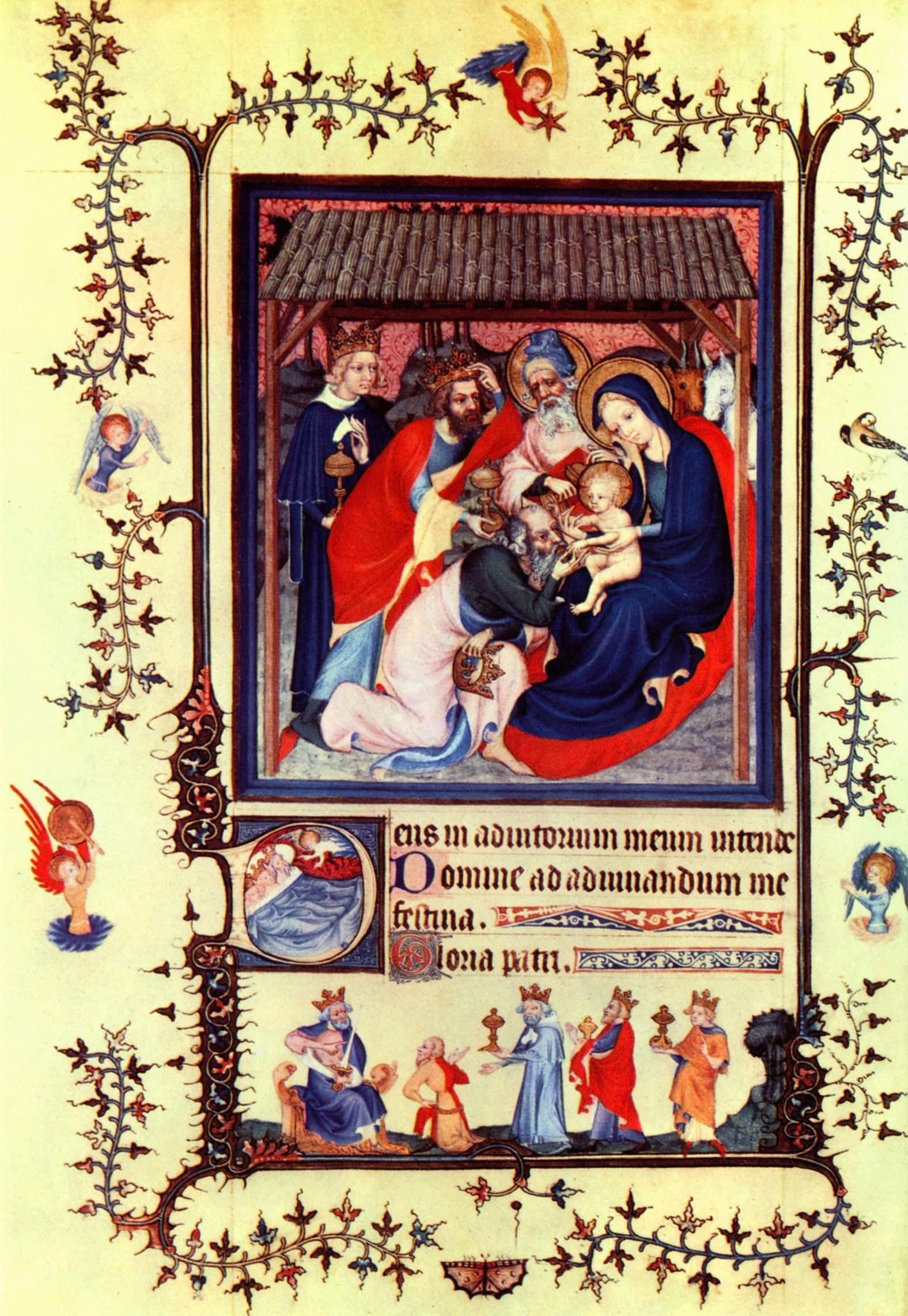
Très Belles Heures du duc Jean de France, duc de Berry, Klanění tří králů
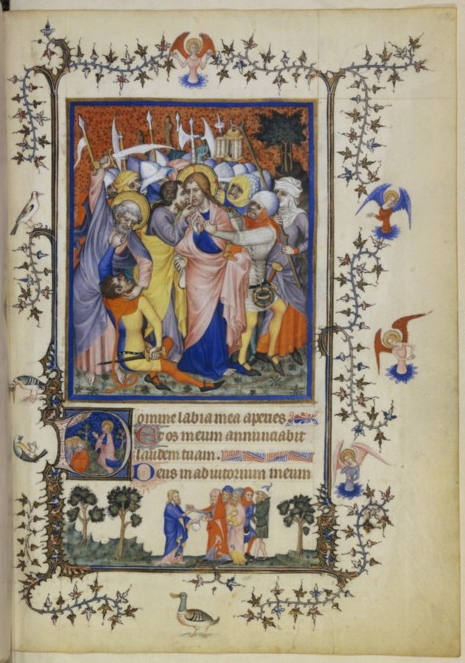
Très Belles Heures de Notre-Dame, Zatčení Krista
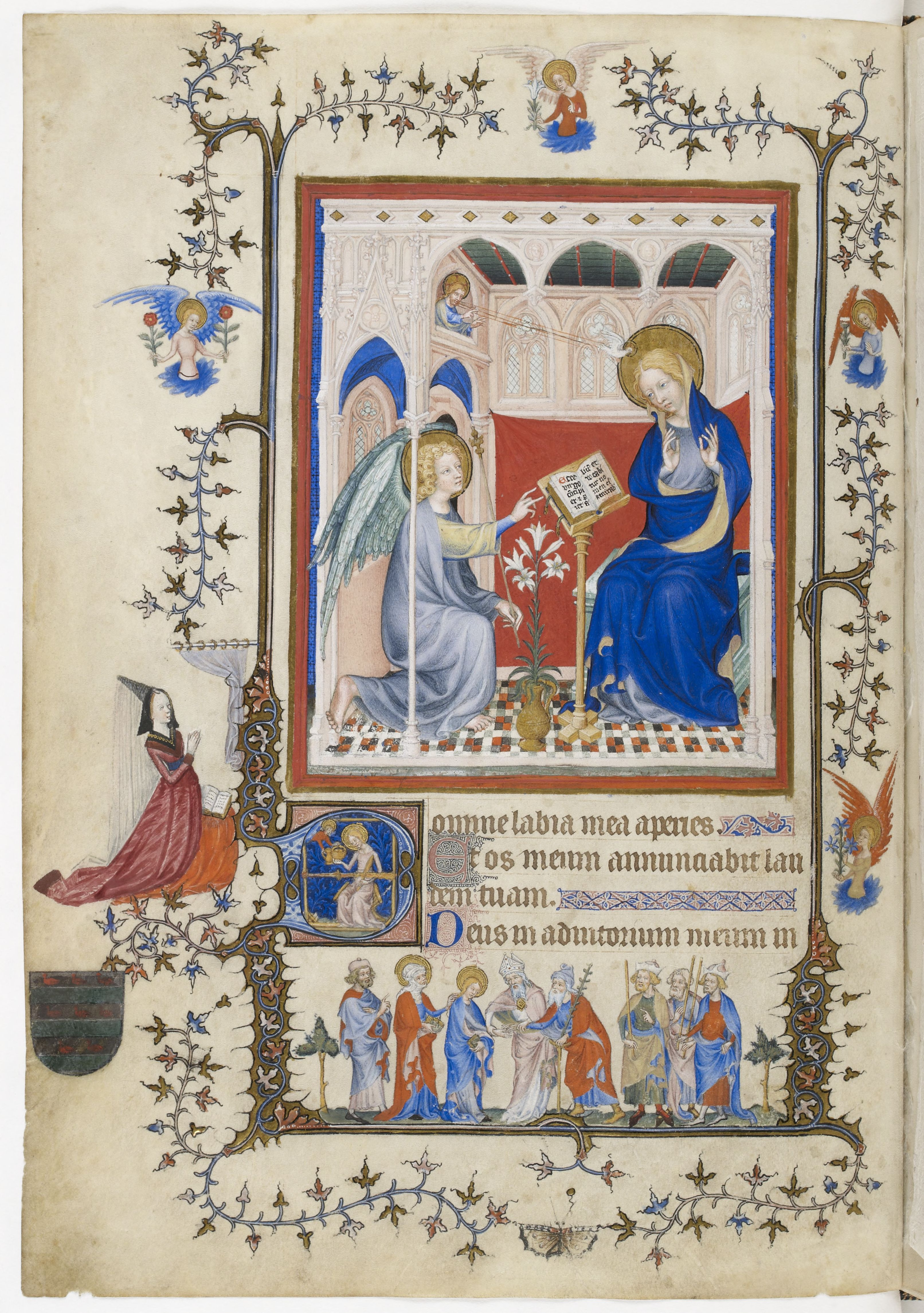
Très Belles Heures de Notre-Dame, Zvěstování
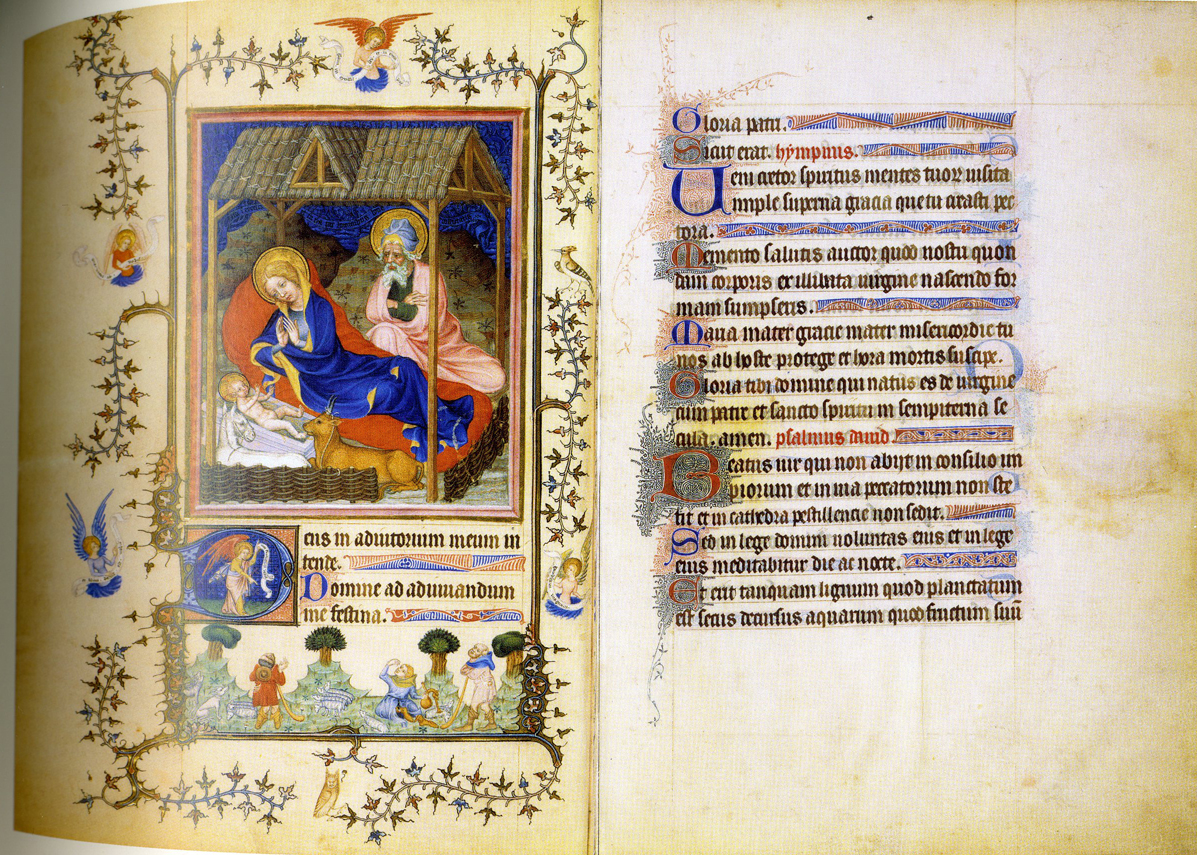
Très Belles Heures de Notre-Dame, Narození Ježíše